# Lingua pulaar
La lingua pulaar, nota in Senegal anche come haalpulaar'en, è una lingua fula parlata in Repubblica di Guinea, Senegal e altri stati dell'Africa occidentale e della fascia subsaheliana.

## Distribuzione geografica
Il pulaar è una lingua parlata principalmente come prima lingua da parte di persone nell'altopiano del Fouta Djallon (Rep di Guinea) e nella valle del fiume Senegal, tradizionalmente noto come Futa Tooro. 
La maggior parte dei parlanti la lingua pulaar vivono in Repubblica di Guinea ( 4.963.000 persone secondo Ethnologue), Senegal (2 740 000 persone nel 2006 secondo Ethnologue); locutori sono presenti anche in Gambia, Guinea-Bissau, Mali occidentale, Mauritania e fino al Cameroun.